# Ve'afilu B'hastarah (chanson)
Ve'Afilu B'hastarah (en hébreu, ואפילו בהסתרה) est une chanson basée sur la Torah (Deutéronome 31:18) et les paroles du rabbin hassidique Nahman de Bratslav (Likutei Moharan 1:56), sur une mélodie de Yoly Klein,. Cette chanson composée en 2014, devient populaire à travers le monde, avec divers interprètes, dans le judaïsme orthodoxe.

## Paroles enhébreu
ואפילו בהסתרה שבתוך ההסתרה
בודאי גם שם נמצא השם יתברך
ואפילו בהסתרה שבתוך ההסתרה
בודאי גם שם נמצא השם יתברך
ואפילו בהסתרה שבתוך ההסתרה
בודאי גם שם נמצא השם יתברך
ואפילו בהסתרה שבתוך ההסתרה
בודאי גם שם נמצא השם יתברך
גם מאחורי הדברים הקשים העוברים עליך
אני עומד, אני עומד, אני עומד
גם מאחורי הדברים הקשים העוברים עליך
אני עומד, אני עומד, אני עומד
גם מאחורי הדברים הקשים העוברים עליך
אני עומד, אני עומד, אני עומד
גם מאחורי הדברים הקשים העוברים עליך
אני עומד, אני עומד, אני עומד

## Translitération de l'hébreu
Abba she'bashamayim omer lanu,,
Anochi haster panai bayom ha'hu
Aval Rav Nachman, Rav Nachman omer
V'hafilu b'hastara shebetoch ha'hastara
Bevaidai gam sham nimtza Hashem yitbarach
Gam me'acharei hadvarim hakashim ha'omdim alecha
Ani omed, Ani omed, Ani omed
Gam me'acharei hadvarim hakashim ha'omdim alecha
Ani omed, Ani omed, Ani omed
V'afilu...

## Traduction enfrançais
Notre Père dans les Cieux nous dit
Je me dissimulerai en ce jour
Mais Rabbi Nachman, Rabbi Nachman dit
Même avec une dissimulation à l'intérieur d'une dissimulation
Il est certain que Hashem Béni Soit-il est aussi présent
Même avec une dissimulation à l'intérieur d'une dissimulation
Il est certain que Hashem Béni Soit-il est aussi présent
Et derrière les difficiles choses placées devant toi
Je me trouve, Je me trouve, Je me trouve
Même avec une dissimulation...